# فينس ساندرز
فينس ساندرز (بالإنجليزية: Vince Sanders)‏ هو صحفي أمريكي، ولد في 1935 في والدو في الولايات المتحدة.